# Johannes Gillhoff Gesellschaft

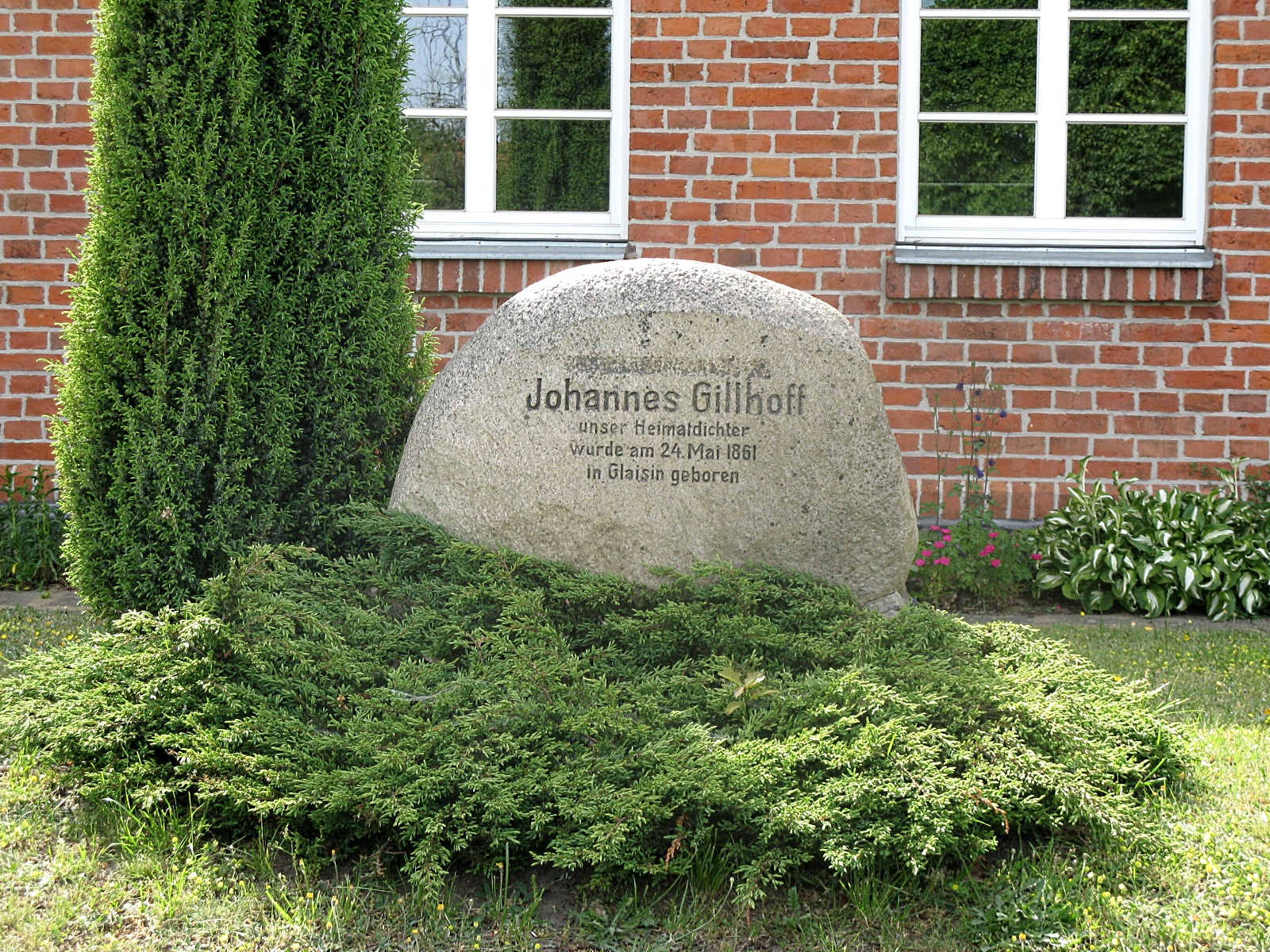
Gedenkstein vor der ehemaligen Schule

Die Johannes Gillhoff Gesellschaft ist ein eingetragener Verein, der sich der Pflege und Verbreitung des Schaffens und Erbes des niederdeutschen Autors Johannes Gillhoff verschrieben hat. Sitz der 1994 gegründeten Gesellschaft ist das Dorf Glaisin, ein Ortsteil der mecklenburgischen Kleinstadt Ludwigslust im Landkreis Ludwigslust-Parchim. 
Gillhoff wurde 1861 in Glaisin geboren. Hauptanliegen der Gesellschaft ist die Aufbereitung der Geschichte der Mecklenburger Auswanderer nach Amerika, die Gillhoff in seinem bekanntesten Werk, dem Roman Jürnjakob Swehn der Amerikafahrer an einem Einzelbeispiel dargestellt hat. Es werden Kontakte zu Vereinen in den USA und zu den Nachfahren der Auswanderer gepflegt, Lesungen, Vorträge, Fachtagungen und Museumsführungen veranstaltet. Eine ständige Ausstellung zu Leben und Schaffen Johannes Gillhoffs wurde in der Johannes-Gillhoff-Stuv in der ehemaligen Dorfschule eingerichtet. Vor dem Haus erinnert ein Gedenkstein an den Autor. Alljährlich findet in Glaisin der Gillhoff-Tag statt, an dem durch die Gesellschaft der Johannes-Gillhoff-Preis vergeben wird. Vorsitzender der Gesellschaft ist seit 2000 der Publizist Hartmut Brun. Einen „zuverlässigen“ Stellvertreter weiß Brun mit Jürgen Behrends an seiner Seite. Behrends war zu DDR-Zeiten für das Ministerium für Staatssicherheit als Inoffizieller Mitarbeiter IM „Hirschmann“ tätig.

## Kritik
Im Juni 2012 geriet der Verein in die Kritik, als sie trotz der Proteste aus Politik und Gesellschaft an ihrem Vorhaben festhielt, den Gillhoff-Preis 2012 dem Autor Jürgen Rogge zu verleihen. Dieser war während der DDR-Zeit als Gefängnisarzt Inoffizieller Mitarbeiter im besonderen Einsatz des MfS. Die als Ehrengast geladene Landtags-Vizepräsidentin Silke Gajek hat daraufhin ihr Kommen abgesagt, der Autor, Journalist und Gillhoff-Preisträger Ulrich Schacht kündigte eine Rückgabe seines Preises an.
Im Juni 2013 geriet die Gesellschaft erneut in die Kritik, als sie trotz der Proteste aus Politik und Gesellschaft Jürgen Rogge die Laudatio auf den Gillhoff-Preisträger 2013 halten ließ. Auf dem Gillhoff-Tag 2013 ernannte die Gillhoff-Gesellschaft den früheren Ministerpräsidenten von Mecklenburg-Vorpommern, Harald Ringstorff, zum Ehrenmitglied und überreichte ihm bei dieser Gelegenheit ein Bücherpaket des BS Verlages Rostock. jenes Verlages, der auch Jürgen Rogges Bücher verlegt. Zur Diskussion um Rogges Stasi-Vergangenheit äußerte Ringstorff gegenüber der Schweriner Volkszeitung: Mehr als zwanzig Jahre nach der Wende dürfe man „nicht pauschal Menschen verurteilen, die mal eine Unterschrift geleistet haben.“